# Opsiphanes sallei
Opsiphanes sallei är en fjärilsart som beskrevs av Doubleday 1849. Opsiphanes sallei ingår i släktet Opsiphanes och familjen praktfjärilar. Inga underarter finns listade i Catalogue of Life.

## Bildgalleri

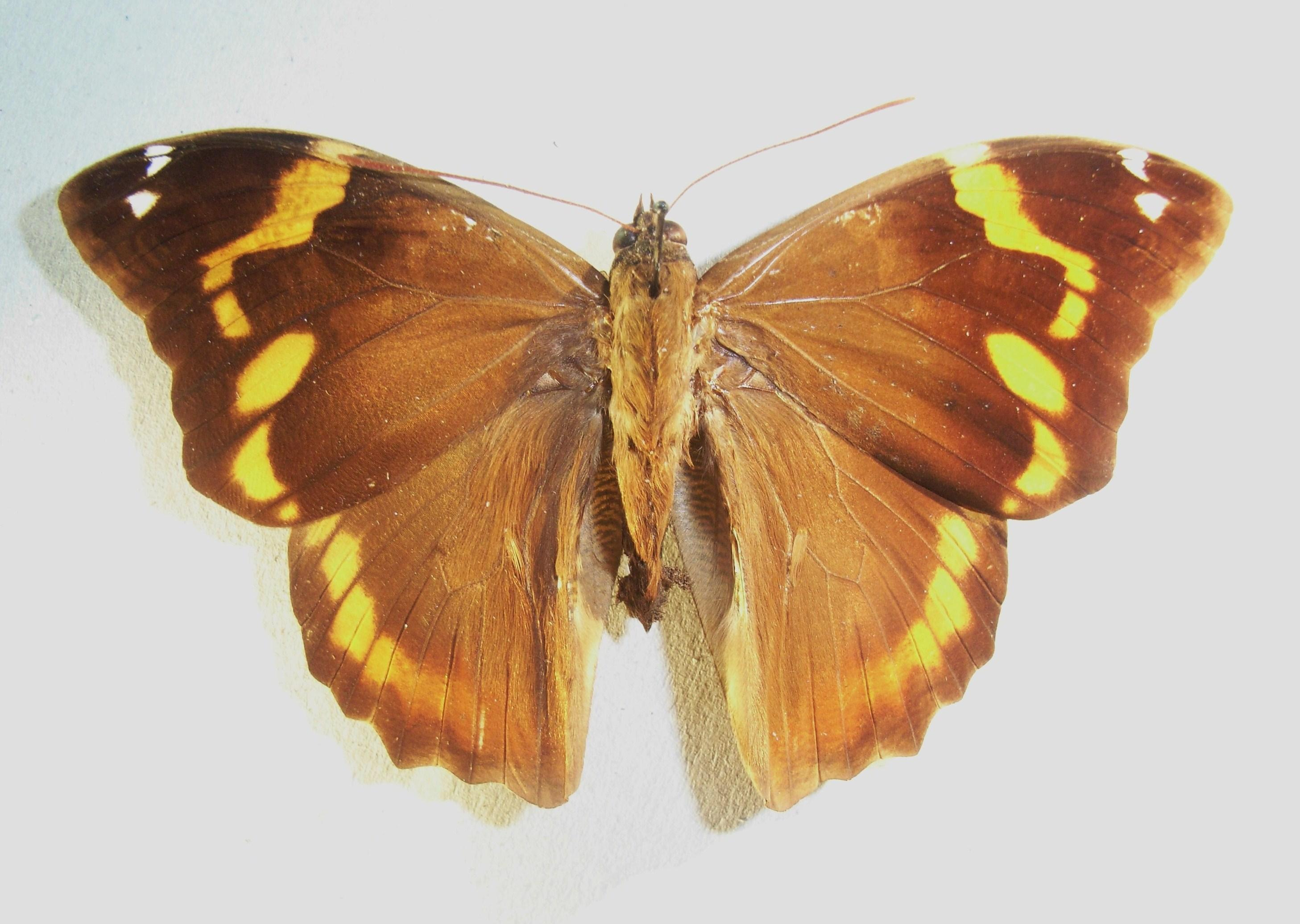